# Sancho Lyttle
Sancho Tracy Constance Lyttle (Kingstown, 20 settembre 1983) è un'ex cestista sanvincentina naturalizzata spagnola, professionista nella WNBA.

## Carriera
È stata selezionata dalle Houston Comets al primo giro del Draft WNBA 2005 (5ª scelta assoluta).
Con la Spagna ha disputato due edizioni dei Campionati mondiali (2010, 2014) e tre dei Campionati europei (2011, 2013, 2017).

## Palmarès
- 2 volte WNBA All-Defensive First Team (2012, 2014)
- 4 volte WNBA All-Defensive Second Team (2009, 2010, 2011, 2015)
- 2 volte migliore nelle palle recuperate WNBA (2011, 2015)
- Migliore nella percentuale di tiro WNBA (2008)